# San Andrés Xecul
San Andrés Xecul è un comune del Guatemala facente parte del dipartimento di Totonicapán.